# 시모무라 미키
시모무라 미키(しもむらみき)(일본어: 下村実生1998년 10월 22일 ~ )는 일본 여성 아이돌 그룹인 페어리즈의 전멤버이다. 도쿄도 출신이다. 페어리즈 멤버중에서 유일하게 잡지 화보의 모델이다.

## 프로필
- 생년월일: 1998년 10월 22일
- 출신지: 도쿄도
- 가족관계: 아버지, 어머니